# Neopsephotus
Neopsephotus is een geslacht van vogels uit de familie Psittaculidae (papegaaien van de Oude Wereld). De enige soort:
- Neopsephotus bourkii – Bourkes parkiet